# Сулій Микола Миколайович
Микола Миколайович Сулій (4 жовтня 1951, с. Червоні партизани Носівського району Чернігівської області — 27 серпня 2000, м. Київ) — лікар-нейрохірург, доктор медичних наук (1997), лауреат Державної премії України в галузі науки і техніки (1996).  

## Біографія
Народився в селі Червоні Партизани Носівського району 4 жовтня 1951 року в селянській родині колгоспників Миколи Федотовича та Тетяни Мусіївни Суліїв. Після закінчення місцевої середньої школи у 1970-1973 роках навчався на фельдшерському факультеті медичного училища у місті Боровичі Новгородської області РФ, а у 1973-1979 роках - у Київському медичному інституті ім. О.О. Богомольця. Отримав диплом з відзнакою і був залишений працювати в інституті старшим лаборантом курсу нейрохірургії при кафедрі нервових хвороб. У 1985-1988 роках працював лікарем-ординатором нейрохірургічного відділу Київської міської клінічної лікарні № 14.  
У 1987 році захистив кандидатську дисертацію «Реіннервація при пошкодженнях плечового сплетення». У 1988-1991 роках працював асистентом кафедри нейрохірургії Київського медінституту ім. О.О. Богомольця. Багато оперував. З 1991 року працював у клініці відновлювальної нейрохірургії (з 1995 р. на посаді її завідувача) Інституту нейрохірургії ім. академіка А. П. Ромоданова Академії медичних наук України.  
Одним із найтяжчих уражень периферичної нервової системи є травма плечового сплетіння. Розробку методів діагностики та оперативного лікування цього ушкодження було доручено Миколі Миколайовичу. Результати хірургічного лікування 623 хворих із травмою плечового сплетіння лягли в основу його докторської дисертації «Диференційоване мікрохірургічне лікування травматичних ушкоджень плечового сплетіння» (1999 рік). Розроблений М. М. Сулієм сучасний діагностичний комплекс та високоефективна хірургічна технологія дозволили отримати позитивні результати лікування більш як у 83% хворих із травмою плечового сплетіння.  
Його творчий доробок складають понад 70 наукових праць, 21 винахід, 26 раціоналізаторських пропозицій, 10 патентів.  
Смерть передчасно обірвала життя М. М. Сулія 27 серпня 2000 року. Похований у Києві на Братському кладовищі. 

## Відзнаки і нагороди
У 1996 році за цикл робіт, присвячений хірургії периферичної нервової системи, Указом Президента України, Микола Миколайович Сулій, разом із групою колег, був удостоєний Державної премії України у галузі науки і техніки. 

## Праці
- Сулій М. М. Диференційоване мікрохірургічне лікування пошкоджень плечового сплетіння : автореф. дис... д-ра мед. наук: 14.01.05. / Сулій Микола Миколайович ; АМН України, Інститут нейрохірургії ім. А.П. Ромоданова. - Київ, 1997. - 28 с.
- Хірургічне лікування ушкоджень плечового сплетення / В.І. Цимбалюк, Г.В. Гайко, М.М. Сулій, С.С. Страфун. - Тернопіль : Укрмедкнига, 2001. - 211 с.
- Цимбалюк, В. І. Історія відділу відновної нейрохірургії / В.І. Цимбалюк М.М. Сулій, М.А. Сапон // Український нейрохірургічний журнал. - 2000. - N4. - С. 26-36.